# Salmonella

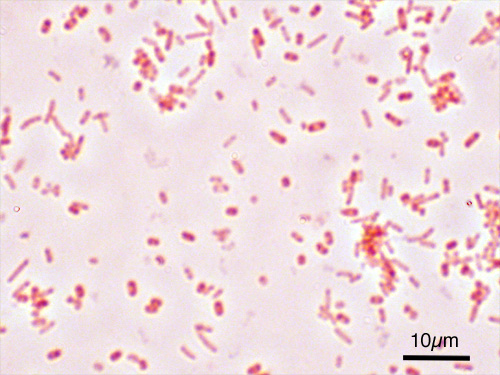
Salmonella Typhimurium w barwieniu metodą Grama

Salmonella – rodzaj bakterii z rodziny Enterobacteriaceae, grupujący Gram-ujemne względnie beztlenowe (fermentujące glukozę) pałeczki. Bakterie te są średniej wielkości, zwykle zaopatrzone w rzęski. Należą do bakterii względnie wewnątrzkomórkowych – rezydują w komórkach zarażonego organizmu.

## Nazewnictwo
Zgodnie z obecnie obowiązującymi zasadami nazwa gatunku i podgatunku zapisywana jest kursywą, natomiast nazwa typu serologicznego czcionką zwykłą, wielką literą. Poprawnym zapisem jest więc „Salmonella enterica, serowar Typhi” (co oznacza: rodzaj Salmonella, gatunek enterica, podgatunek enterica, typ serologiczny Typhi), ale w celu utrzymania dawnej terminologii i niedopuszczenia do wystąpienia zamieszań powszechnie stosowana jest wersja „Salmonella Typhi”.

## Podział
Rodzaj Salmonella podzielony jest na dwa gatunki: S. enterica (podzielony na setki serotypów) oraz S. bongori. Jeden z podgatunków, Salmonella enterica subsp. enterica, obejmuje bakterie najczęściej izolowane od ludzi i zwierząt stałocieplnych. Dodatkowo rodzaj Salmonella ze względu na duże zróżnicowanie podzielony został na grupy oraz typy serologiczne. Podstawą do podziału jest zróżnicowanie antygenów somatycznych (antygen O) i rzęskowych (antygen H). Obowiązujący schemat podziału pałeczek Salmonella na gatunki, podgatunki oraz typy serologiczne (serotypy) nazywany jest od nazwisk jego twórców, schematem Kauffmana-White′a. Do głównych serotypów należą:
- S. Enteritidis, S. Typhimurium, S. Virchow, S. Hadar – bakterie wywołujące salmonellozę. W Polsce najczęstsza przyczyna bakteryjnych zatruć pokarmowych. Najczęściej zmiany chorobowe ograniczają się do przewodu pokarmowego, lecz możliwe jest uogólnienie się procesu chorobowego – sepsa, zakażenie narządów wewnętrznych, stawów
- S. Typhi – wywołujący dur brzuszny
- S. Paratyphi – wywołująca dury rzekome

## Chorobotwórczość
Czynnikami chorobotwórczymi rodzaju Salmonella są:
- antygeny (polisacharydy znajdujące się w ścianie komórkowej):
  - somatyczny (antygen O) – będący endotoksyną
  - wirulencyjny (antygen Vi) – właściwości antyfagocytarne, który jest specjalnym otoczkowym polisacharydem S. typhi
- inwazyny – białka powodujące przyleganie i penetrację komórek nabłonkowych jelita
- czynniki uodparniające bakterie na fagocytozę (neutralizujące aktywne rodniki tlenowe)
  - katalaza
  - dysmutaza

## Salmonellajako organizm modelowy
Niektóre szczepy Salmonella Typhimurium wykorzystuje się do wykrywania substancji o właściwościach mutagennych. Stosuje się w tym celu test Amesa. Zaletą jest możliwość hodowli na pożywkach zwykłych, choć również na wzbogaconych. Wymagają trzymania w warunkach bezwzględnie beztlenowych. Jako źródło węgla wykorzystują cytrynian, a produktem rozkładu węglowodanów jest gaz, ale są gatunki, które go nie wytwarzają.